# Roca Consag
Roca Consag es una roca y afloramiento granítico, dacítico, de color blanco pues está cubierta de guano de aves que ahí descansan, y hábitat de leones marinos, focas. Es uno de los islotes de México. Además, sus costas rebosantes de vida marina, son una excelente opción si quieres ir de pesca. la roca está ubicada en el Alto Golfo de California, a unos 45 minutos en lancha y 22 millas al ENE del pueblo de San Felipe, perteneciente al Municipio de San Felipe, rumbo a Puerto Peñasco en el vecino estado de Sonora. Ruinas de un faro abandonado se pueden apreciar al lado oeste de la Roca. 
El afloramiento se encuentra se eleva hasta 286 pies sobre el nivel del mar, recibe su nombre del misionero y explorador de esta zona en 1746, jesuita y croata Ferdinand Konščak, (Fernando Consag) quien participó activamente en las primeras exploraciones y trabajos misioneros en Baja California. 
Las aguas cercanas a Roca Consag son una zona de pesca popular y también son ideales para avistar ballenas, delfines y marsopas. Es una de las visitas obligadas de los turistas amantes del mar. La roca se puede apreciar a simple vista desde el poblado de San Felipe, como si se tratara la punta de un iceberg.